# Propliopithecus ankeli
 Propliopithecus ankeli  ist eine ausgestorbene Art der Primaten aus der Gattung Propliopithecus, deren mehr als 30 Millionen Jahre alte Überreste ausschließlich in Fayyum in Ägypten gefunden wurden. Propliopithecus ankeli ist einer der frühesten bekannten Vertreter der Altweltaffen, zu denen die heutigen Meerkatzenverwandten und Menschenaffen gehören. Neben Propliopithecus ankeli wurden der Gattung zwei weitere, etwas jüngere Arten zugeordnet.

## Namensgebung
Die Bezeichnung der Gattung Propliopithecus verweist auf die deutlich jüngere fossile Gattung Pliopithecus und bedeutet sinngemäß „vor Pliopithecus“, wobei Plio Bezug nimmt auf die geologische Epoche des Pliozäns, rund 5 bis 2,5 Millionen Jahren vor heute. Die zweite Hälfte des Gattungsnamens ist abgeleitet aus dem griechischen Wort πίθηκος (altgriechisch ausgesprochen píthēkos: „Affe“).
Das Epitheton ankeli ehrt Friderun Ankel-Simons „in Anerkennung ihrer Leistungen auf dem Gebiet der Primatologie.“ Friderun Ankel war 1971 als Gastwissenschaftlerin aus Deutschland an die Duke University gegangen. Sie war seit 1972 mit Elwyn L. Simons verheiratet und entdeckte den Holotypus von Propliopithecus ankeli.

## Erstbeschreibung
Holotypus von Propliopithecus ankeli ist laut der 1987 veröffentlichten Erstbeschreibung das linke Oberkiefer-Fragment CGM 42847 mit vier erhaltenen Backenzähnen (Prämolar 3 bis Molar 3). Als Paratypus beigegeben wurde ein Unterkiefer (DPC 5392) mit erhaltenen rechten und linken Eckzähnen, Prämolaren und Molaren M1 bis M3. Fundort beider Fossilien war Quarry V, Level 165 Meter der Jebel Qatrani Formation in Fayyum, Ägypten. Dieser Formation ist oberseits eine Basaltschicht aufgelagert, die radiometrisch auf 31 ± 1 Millionen Jahre datiert wurde. Unterseits ist die Formation durch eine mindestens 40 Millionen Jahre alte eozäne Meeresschicht begrenzt. Dazwischen kann die Datierung von Funden nur geschätzt werden, weswegen in der Erstbeschreibung der Art nur darauf verwiesen wurde, dass der ebenfalls in der Jebel Qatrani Formation entdeckten Art Propliopithecus chirobates und der Gattung Aegyptopithecus jeweils ein Alter von rund 34 bis 28 Millionen Jahren zugeschrieben wurde und dass Propliopithecus ankeli aus einem Bereich deutlich unterhalb der beiden anderen Funde stammt. Auf eine detaillierte Altersangabe wurde in der Erstbeschreibung verzichtet.

## Merkmale
Der Unterkiefer DPC 5392 stammt von einem jugendlichen Individuum, dessen Dauergebiss bereits vollständig entwickelt, jedoch im Bereich der Kauflächen noch kaum abgerieben war. Das Typusexemplar stammt von einem etwas größeren Erwachsenen, dessen Zähne – besonders die Molaren – deutlich abgerieben sind.
Propliopithecus ankeli unterscheidet sich von den beiden etwas jüngeren Arten der Gattung durch seine merklich größere Körpergröße und durch die größere Robustheit der Kieferknochen. Auffällig groß sind beispielsweise die Eckzähne sowie die zudem relativ breiten Prämolaren P3. Zahlreiche Merkmale der Bezahnung unterscheiden die Art zudem von der Gattung Aegyptopithecus, jedoch dürfte das Individuum, dessen Unterkiefer als Paratypus von Propliopithecus ankeli ausgewiesen wurde, ausweislich seiner großen Eckzähne ähnlich groß wie ein männlicher Aegyptopithecus gewesen sein. Auch die Größe des Oberkiefer-Fragments entspricht ungefähr den Maßen von Aegyptopithecus.
Die Autoren der Erstbeschreibung vermuten aufgrund seiner Robustheit, dass Propliopithecus ankeli das Ergebnis einer speziellen evolutionären Anpassung ist, das gleichsam „gegen den Trend“ zur Verkleinerung insbesondere der Eckzähne bei anderen frühen Trockennasenaffen zustande kam. Deshalb komme die Art vermutlich nicht als direkter Vorfahre der anderen Arten ihrer Gattung und von Aegyptopithecus infrage.

## Anmerkung
1. ↑  Die Fossilien von Pliopithecus waren zunächst irrtümlich ins Pliozän datiert worden; tatsächlich entstammen sie dem Miozän und sind nahezu dreimal so alt als zunächst vermutet.

## Belege
1. ↑  Elwyn L. Simons, David Tab Rasmussen und Daniel L. Gebo: A new species of Propliopithecus from the Fayum, Egypt. In: American Journal of Physical Anthropology. Band 73, Nr. 2, 1987, S. 139–147, doi:10.1002/ajpa.1330730202.
2. ↑  David Tab Rasmussen: Early catarrhines of the African Eocene and Oligocene. In: Walter C. Hartwig (Hrsg.): The Primate Fossil Record. Cambridge University Press, Cambridge (UK) 2002, S. 205, ISBN 0-521-66315-6.